# Khardung La
Khardung La, Khardong La, Khardzong La ou passo de Khardung é um passo de montanha no Ladaque, noroeste da Índia. Situa-se na cordilheira do Ladaque, a qual faz parte dos Himalaias ocidentais, 40 km a norte de Lé. Segundo as placas de estrada, a sua altitude é 5 602 m, o que alegadamente faz dele o passo de montanha mais alto do mundo em estradas transitáveis por veículos motorizados. No entanto, os dados obtidos por GPS, ASTER e outros apontam para 5 359 metros de altitude.
O passo liga os vales do Shyok e do Nubra a Lé. A estrada Lé-Nubra foi construída pelos militares em 1976 e foi aberta ao público em 1988. É mantida pela Border Roads Organisation, um departamento do exército indiano. O passo tem um elevado valor estratégico para a Índia, pois é crucial para o abastecimento das tropas que defendem os vales de Shyok e de Nubra, disputados pelo Paquistão e pela China. O vale de Nubra é limitado a norte pelo glaciar de Siachen, onde são muito frequentes a ocorrência de escaramuças e bombardeamentos de artilharia entre a Índia e o Paquistão e que é abastecido atráves da estrada de Khardung.
No passado, antes do fecho das fronteiras, o passo fazia parte de uma importante rota comercial de caravanas que ia de Lé até Kashgar, na Ásia Central. Cerca de 10 000 cavalos e camelos faziam essa rota todos os anos e atualmente ainda há uma pequena população de camelos-bactrianos que vivem junto a Hunder, a norte do passo. Durante a Segunda Guerra Mundial foi feita uma tentativa de abastecimento de material de guerra à China através desta rota.